# Přemostění Suezského průplavu elektrickým vedením

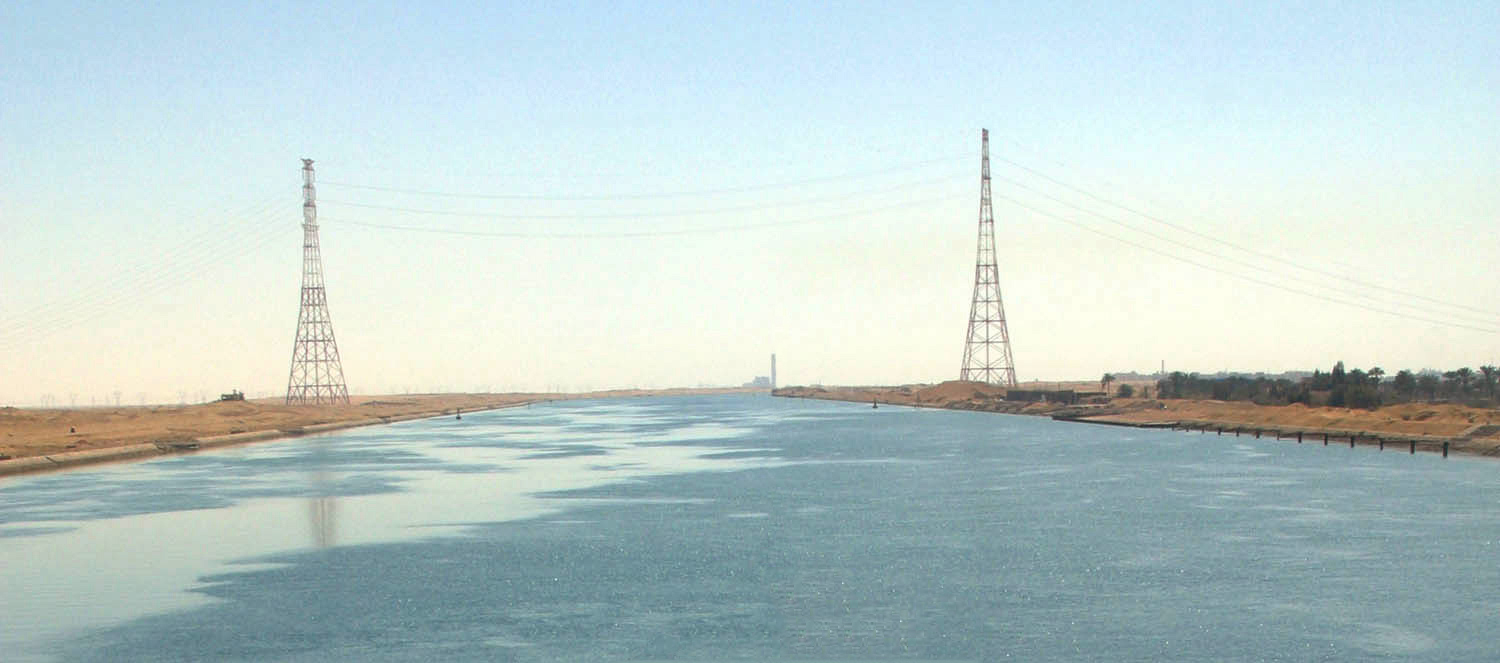
Přemostění Suezského průplavu

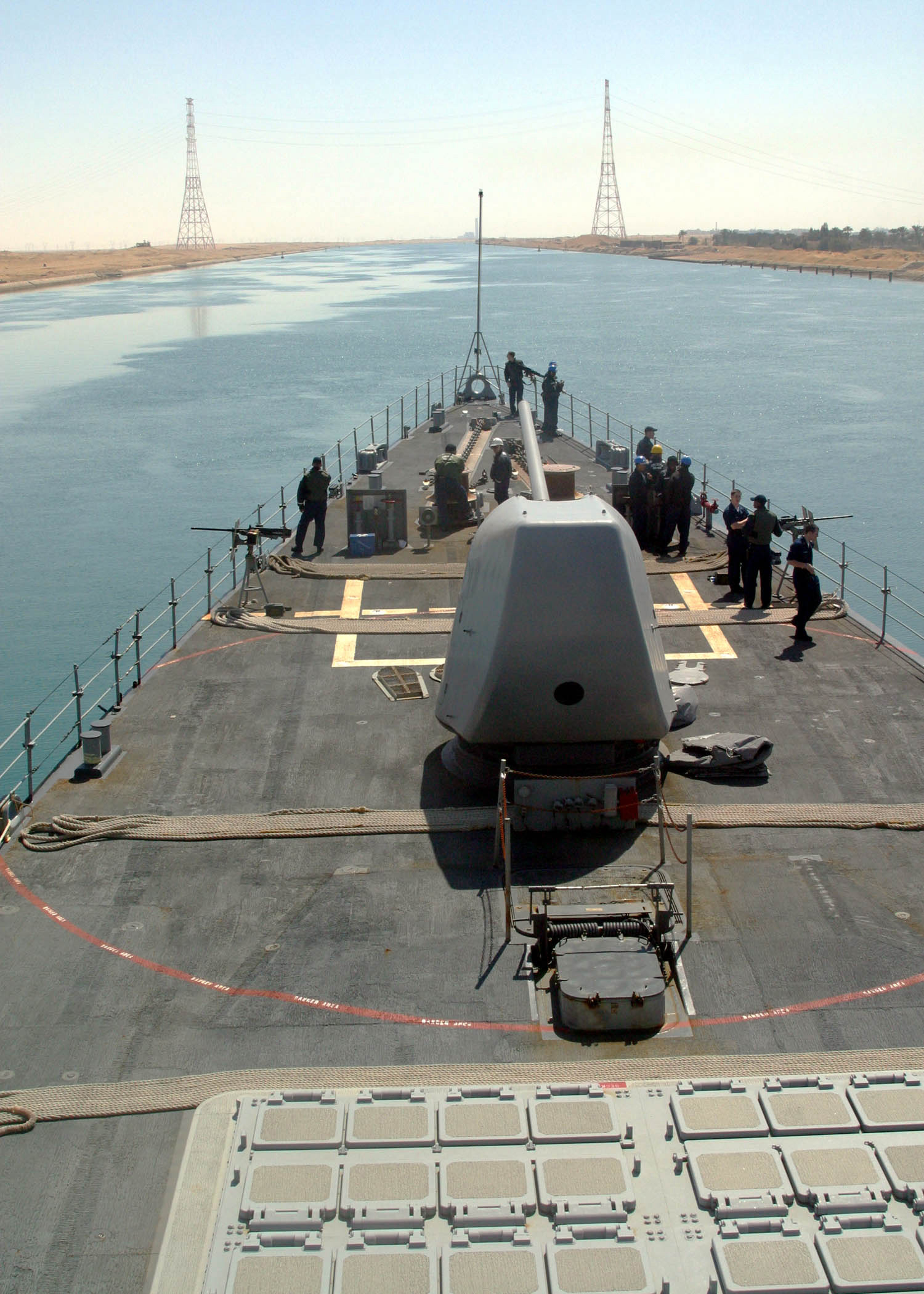
Pohled na stožáry z paluby amerického torpédoborce Deyo

Přemostění Suezského průplavu elektrickým vedením je část elektrické přenosové soustavy, která vede přes Suezský průplav v Egyptě. Vzhledem k nutnosti dodržet minimální světlou výšku vedení nad kanálem 152 m, musely být i přes vzdálenost mezi stožáry na obou březích, jež činí jen asi 600 metrů, postaveny sloupy vysoké 221 metrů. Díky své výšce se tak staly nejvyššími stavbami v Egyptě, čímž překonaly věž Burdž al-Káhira. Oba stožáry mají čtyři ramena, přičemž tři slouží pro vodiče a čtvrtý pro zachycení vodičů v případě selhání upevnění izolátoru.
Přemostění Suezského průplavu není jedinou stavbou, která vede přes průplav. Vede přes něj i otočný Železniční most El Ferdan, 4 kilometry dlouhý silniční Most přes Suezský průplav a pod kanálem tunel Ahmeda Hamdiho.
Elektrické přemostění vybudovala v roce 1998 firma STFA Enerkom-Siemens Consortium.